# Courtney Rogers
Courtney Rogers (nacida el 26 de diciembre de 1958 en Honolulu, Hawái) es una política estadounidense y miembro republicana de la Cámara de Representantes de Tennessee, representando al distrito 45.º desde el 8 de enero de 2013.

## Educación
Rogers consiguió su Grado en relaciones internacionales en la Universidad del Sur de California, y su Máster en Administración Pública en la Universidad de Míchigan Central.

## Elecciones
En 2012, Rogers desafió a la representante titular del distrito 45 Debra Maggart en las primarias republicanas del 2 de agosto de 2012, ganando con 4,646 votos (57.4%) y ganó las elecciones generales del 6 de noviembre de 2012 con 19,972 votos (73.4%) contra la candidata demócrata Jeanette Jackson.

## Participación en la comunidad
Rogers es Coronel de la Guardia Estatal de Tennessee.